# Oskar I

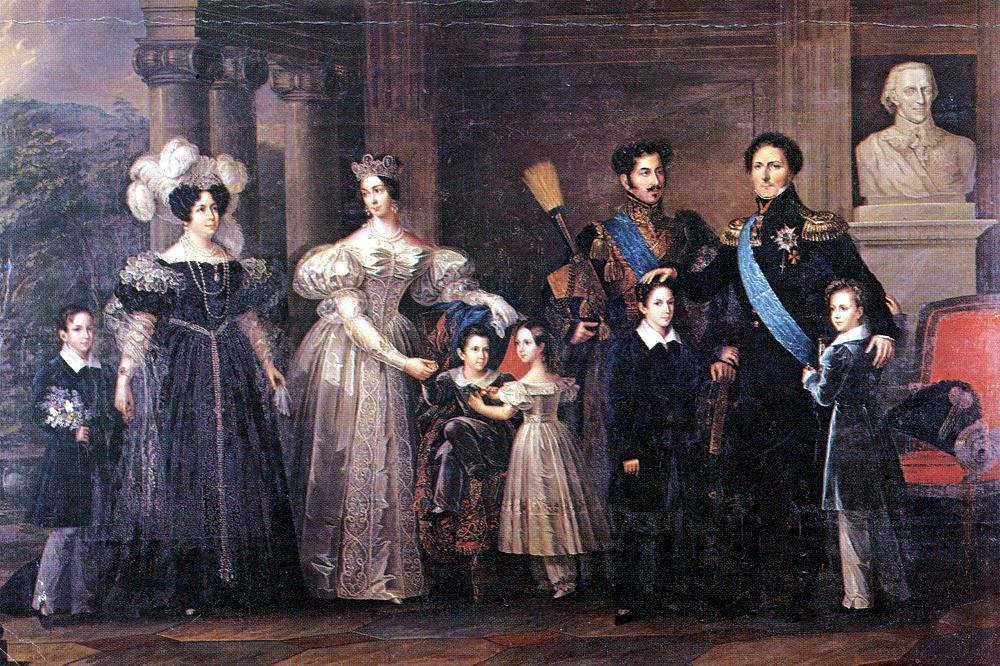
Rodzina królewska, 1837

Oskar I (ur. 4 lipca 1799 w Paryżu jako Joseph François Oscar Bernadotte, zm. 8 lipca 1859 w Sztokholmie) – król Szwecji i Norwegii w latach 1844–1859.
Syn króla Szwecji i Norwegii Karola XIV Jana oraz jego żony, Dezyderii Clary, byłej narzeczonej Napoleona. Ożenił się z Józefiną de Beauharnais, wnuczką cesarzowej Francji, Józefiny. Miał z nią pięcioro dzieci – Karola XV (1826-1872), Gustawa (1827-1852), Oskara II (1829-1907), Eugenię (1830-1889) i Augusta (1831-1873).

## Życiorys
Urodził się 4 lipca 1799 roku w Paryżu. Jego rodzicami byli: francuski generał, ówczesny francuski minister wojny, Jan Bernadotte, oraz jego żona, Dezyderia Clary, była narzeczona Napoleona Bonapartego. Otrzymał imiona Józef Franciszek Oskar (fr. Joseph François Oscar). Swoje pierwsze imię otrzymał po szwagrze matki, Józefie Bonapartem. Imię Oskar otrzymał natomiast po jednym z bohaterów Pieśni Osjana, których wielkim miłośnikiem był ojciec chrzestny chłopca, Napoleon Bonaparte.
Po adopcji jego ojca przez króla szwedzkiego Karola XIII młody Oskar otrzymał tytuł Królewskiej Wysokości księcia Szwecji i Sudermanii. Niecały rok później, w czerwcu 1811 roku, przeprowadził się do Szwecji, gdzie opanował biegle język szwedzki oraz uzyskał staranne wykształcenie, zgodne z wymaganiami stawianymi przed następcą tronu. 17 stycznia 1816 Oskar został wybrany honorowym członkiem Królewskiej Szwedzkiej Akademii Nauk. Dwa lata później, w 1818 roku, zmarł jego przybrany dziadek, Karol XIII. Uzdolniony muzycznie Oskar skomponował na jego pogrzeb swój autorski marsz żałobny. Kiedy znany kompozytor, Ludwig van Beethoven, dowiedział się o tym, napisał do ojca chłopca, a ten w odpowiedzi poprosił kompozytora, aby pomógł rozwinąć się muzycznie młodemu następcy tronu.
Był zwolennikiem liberalizmu. Po wstąpieniu na połączony tron Szwecji i Norwegii 8 marca 1844 roku przeprowadził szereg reform państwowych, m.in. oświaty i więziennictwa. Wprowadził nowy system dziedziczenia majątku uwzględniający równe prawa mężczyzn i kobiet, wolność prasy, działał na rzecz polepszenia losu biedoty.
W 1848 roku przeciwstawił się próbie zmiany porządku konstytucyjnego i zablokował reformy zwiększające uprawnienia szwedzkiego parlamentu.
Był bardzo aktywny w polityce zagranicznej. Dążył do stworzenia unii państw skandynawskich na wzór unii kalmarskiej. W 1848 roku poparł Danię w konflikcie z Prusami. Usiłował też objąć tron tego kraju po bezpotomnym Fryderyku VII. W okresie wojny krymskiej, licząc na odzyskanie Finlandii, rozpoczął pertraktacje z Francją i Zjednoczonym Królestwem. Jego dążenia do sojuszu z tymi dwoma państwami i rozpoczęcie przygotowań do wojny zmusiły Rosję do zakończenia działań wojennych i przystąpienia do pertraktacji pokojowych.
W 1856 roku na konferencji pokojowej w Paryżu Szwecja przedstawiła szereg żądań wobec Rosji. Wywalczyła jednak tylko demilitaryzację Wysp Alandzkich.
W 1857 roku Oskar I ze względu na stan zdrowia zdecydował się na odsunięcie z życia publicznego. Król cierpiący na nowotwór mózgu nie abdykował jednak, ale wyznaczył regentem księcia Skanii.
Oskar I zmarł dwa lata później w Sztokholmie. Tron Szwecji i Norwegii objął po nim syn Karol XV.

## Życie prywatne
22 maja 1823 roku w pałacu Leuchtenbergów w Monachium ożenił się z Józefiną de Bauharnais-Leuchtenberg, wnuczką żony Napoleona, Józefiny. Ceremonia ślubna została powtórzona w stolicy Szwecji, Sztokholmie, 19 czerwca tego samego roku. Dzięki temu małżeństwu szwedzka rodzina królewska weszła w posiadanie tiary Cameo – jednego z najbardziej znanych współcześnie diademów.
Oskar i Józefina mieli wspólnie pięcioro dzieci:
- Karol (szw. Karl Ludvig Eugen; ur. 3 maja1826 w Sztokholmie, zm. 18 września 1872 w Malmö) – późniejszy król Szwecji i Norwegii (odpowiednio jako Karol XV i Karol IV) w latach 1859–1872.
- Gustaw (szw. Frans Gustaf Oscar; ur. 18 czerwca 1827 w Solnie, zm. 24 września 1852 w Christianii) – książę Szwecji, Norwegii i Upplandu, kompozytor.
- Oskar (szw. Oscar Fredrik; ur. 21 stycznia 1829 w Sztokholmie, zm. 8 grudnia 1907 tamże) – późniejszy król Szwecji w latach 1872–1907 i Norwegii w latach 1872–1905 jako Oskar II.
- Eugenia (szw. Charlotta Eugenia Augusta Amalia Albertina; ur. 24 kwietnia 1830 w Sztokholmie, zm. 23 kwietnia 1889 tamże) – księżniczka Szwecji i Norwegii z dynastii Bernadotte, kompozytorka, pisarka, rzeźbiarka, malarka.
- August (szw. Nikolaus August; ur. 24 sierpnia 1831 w Drottningholm, zm. 4 marca 1873 w Sztokholmie) – książę Szwecji, Norwegii i Dalarny z dynastii Bernadotte, wojskowy, od 1872 Generallöjtnant (odpowiednik polskiego Generała Dywizji).

Oskar miał również dzieci ze związku ze szwedzką aktorką, Emilie Högquist:
- Hjalmar Högquist (ur. 18 czerwca 1839 w Hamburgu, zm. 15 lutego 1874 w Londynie).
- Max Högqvist (ur. 12 sierpnia 1840 w Sztokholmie, zm. 13 lipca 1872 w Chinach).